# Châtillon-lès-Sons
Châtillon-lès-Sons is een gemeente in het Franse departement Aisne, regio Hauts-de-France (tot 2016 regio Picardië) en telt 78 inwoners (2009). De plaats maakt deel uit van het arrondissement Laon.
De kerk van dit plaatsje, de Église de la Visitation-de-la-Sainte-Vierge, is een vestingkerk.

## Geografie
De oppervlakte van Châtillon-lès-Sons bedraagt 10,3 km², de bevolkingsdichtheid is dus 8,4 inwoners per km².
De onderstaande kaart toont de ligging van Châtillon-lès-Sons met de belangrijkste infrastructuur en aangrenzende gemeenten.

## Demografie
Onderstaande figuur toont het verloop van het inwonertal (bron: INSEE-tellingen).
Vanwege een beveiligingsprobleem met de MediaWiki Graph-software is het momenteel niet mogelijk deze grafiek weer te geven. Zodra de software is bijgewerkt zal de grafiek vanzelf weer zichtbaar worden.